# 新疆海罂粟
新疆海罂粟（学名：Glaucium squamigerum）为罂粟科海罂粟属下的一个种。

## 扩展阅读
- 維基物種上的相關：新疆海罂粟